# Río Ikoy
El Ikoy o Dcoye es un río de Gabón, afluente del río Ngounié y subafluente del río Ogooué. Su recorrido discurre por el centro-oeste del país, fluyendo de este a oeste por la zona más septentrional de la provincia de Ngounié, en el área habitada por los hablantes de tsogo.
Este río nace en la zona más septentrional de los montes Chaillu y discurre por una falla geológica. Sus principales afluentes son el río Ikobe y el río Oumba. Su desembocadura en el río Ngounié tiene lugar cerca del límite con la vecina provincia de Moyen-Ogooué, unos 50 km al sureste de Lambaréné.
El río es conocido en el folclore gabonés como un lugar habitado por el N’yamala, un animal legendario con aspecto de dinosaurio.